# David Warnock

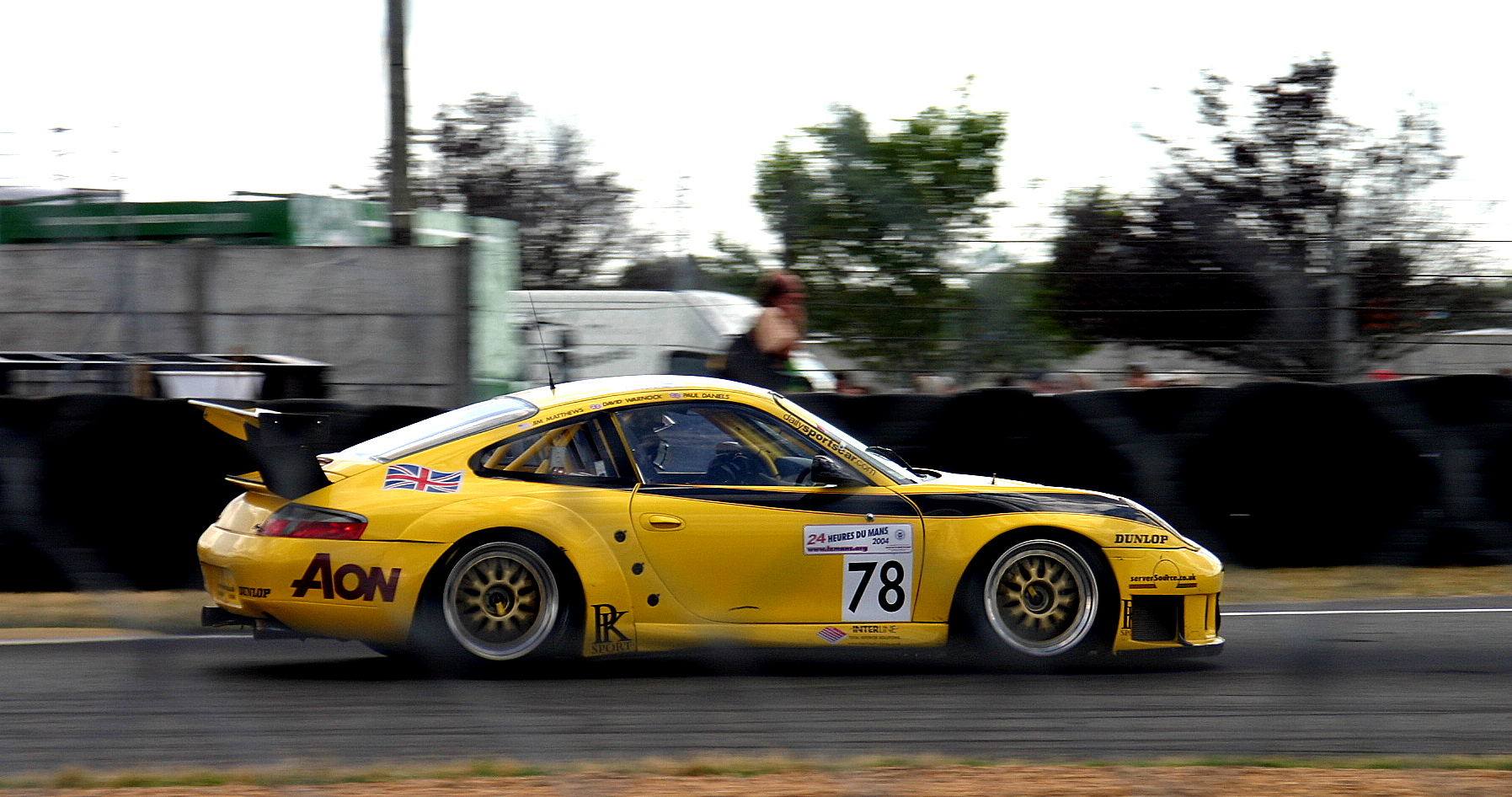
Der Porsche 911 GT3-RS mit dem David Warnock beim 24-Stunden-Rennen von Le Mans 2004 am Start war

David Andrew „Dave“ Warnock (* 1. Februar 1962 in Mufulira) ist ein ehemaliger britischer Autorennfahrer.

## Karriere als Rennfahrer
David Warnock war in den 1990er- und 2000er-Jahren als GT-Pilot aktiv. Mittelpunkt der Aktivitäten war der britische GT-Sport. 1992 wurde er Zweiter im britischen Porsche Supercup und gewann 1999 auf einem Lister Storm die GT2-Wertung der britischen GT-Meisterschaft.
1999 feierte er einen Klassensieg beim 24-Stunden-Rennen von Daytona, einer von zehn Klassensiegen in seiner Karriere. Dazu kamen 17 Gesamtsiege. David Warnock war sowohl beim 24-Stunden-Rennen von Le Mans als auch beim 12-Stunden-Rennen von Sebring am Start. In Le Mans war seine beste Platzierung im Schlussklassement der 16. Rang 2001 und in Sebring der 19. Rang 1997.

## Statistik

### Le-Mans-Ergebnisse
| Jahr | Team                  | Fahrzeug           | Teamkollege    | Teamkollege    | Platzierung | Ausfallgrund       |
| ---- | --------------------- | ------------------ | -------------- | -------------- | ----------- | ------------------ |
| 1997 | Saleen-Allen Speedlab | Saleen Mustang RRR | Robert Schirle | Allen Lloyd    | Ausfall     | Elektrik           |
| 1998 | Roock Racing          | Porsche 911 GT2    | Robert Schirle | André Ahrlé    | Rang 22     |                    |
| 2001 | PK Sport              | Porsche 911 GT3-RS | Mike Youles    | Stephen Day    | Rang 16     |                    |
| 2002 | PK Sport Ltd.         | Porsche 911 GT3-RS | Robin Liddell  | Piers Masarati | Ausfall     | Zylinder überhitzt |
| 2003 | PK Sport Ltd.         | Porsche 911 GT3-RS | Robin Liddell  | Piers Masarati | Rang 23     |                    |
| 2004 | PK Sport Ltd.         | Porsche 911 GT3-RS | Jim Matthews   | Paul Daniels   | Ausfall     | Elektrik           |

### Sebring-Ergebnisse
| Jahr | Team                  | Fahrzeug            | Teamkollege    | Teamkollege    | Platzierung | Ausfallgrund     |
| ---- | --------------------- | ------------------- | -------------- | -------------- | ----------- | ---------------- |
| 1997 | Saleen Allen Speedlab | Ford Saleen Mustang | Robert Schirle | Steve Saleen   | Rang 19     |                  |
| 2003 | P.K. Sport            | Porsche 911 GT3-R   | Robin Liddell  | Piers Masarati | Ausfall     | Motorschaden     |
| 2004 | P.K. Sport            | Porsche 911 GT3-R   | Alex Caffi     | Tracy Krohn    | Ausfall     | Kupplungsschaden |